# 아멜리아 베가
아멜리아 베가(Amelia Vega, 1984년 11월 7일 ~ )는 도미니카 공화국의 모델, 가수, 배우, 미인 대회 우승자이다. 2003년 미스 도미니카 공화국 우승자이며 2003년 미스 유니버스에서 도미니카 공화국 대표로 참가해 우승했다.